# تی.وی. چاندران
تی. وی. چاندران (انگلیسی: T. V. Chandran؛ زادهٔ ۲۳ نوامبر ۱۹۵۰) کارگردان فیلم، فیلم‌نامه‌نویس، نمایش‌نامه‌نویس، تهیه‌کننده و هنرپیشه اهل هند است. وی برنده جایزه ملی فیلم بهترین کارگردانی شده‌است.